# Château de Lesquiffiou
Le château de Lesquiffiou est un château breton, construit au XVIIe siècle, situé sur la commune de Pleyber-Christ dans le département du Finistère.

## Historique
Construit au XVIIe siècle (le bâtiment principal central date de 1698), probablement à l'emplacement d'un manoir plus ancien dont il subsiste le pigeonnier qui date du XVIe siècle. Lesquiffiou était jadis une châtellenie avec droit de basse justice et haute justice dont la potence se dressait à Coat-ar-Justiçou et sa juridiction s'étendait à une partie de Saint-Martin-des-Champs. Il appartint successivement aux familles De Kerguennec, Le Borgne de Kerguidiou, Barbier de Lescoët et de Chabannes. Deux ailes construites au XVIIIe siècle ont été détruites depuis et la largeur du bâtiment principal a été doublée au XIXe siècle par l'ajout d'une nouvelle façade de style Louis XV. Le château fut dévasté pendant la Révolution française mais restauré ensuite[réf. nécessaire]. Le domaine comprend aussi une ferme construite entre 1861 et 1863 par le marquis de Lescoët, afin d'en faire une école d'agriculture. 

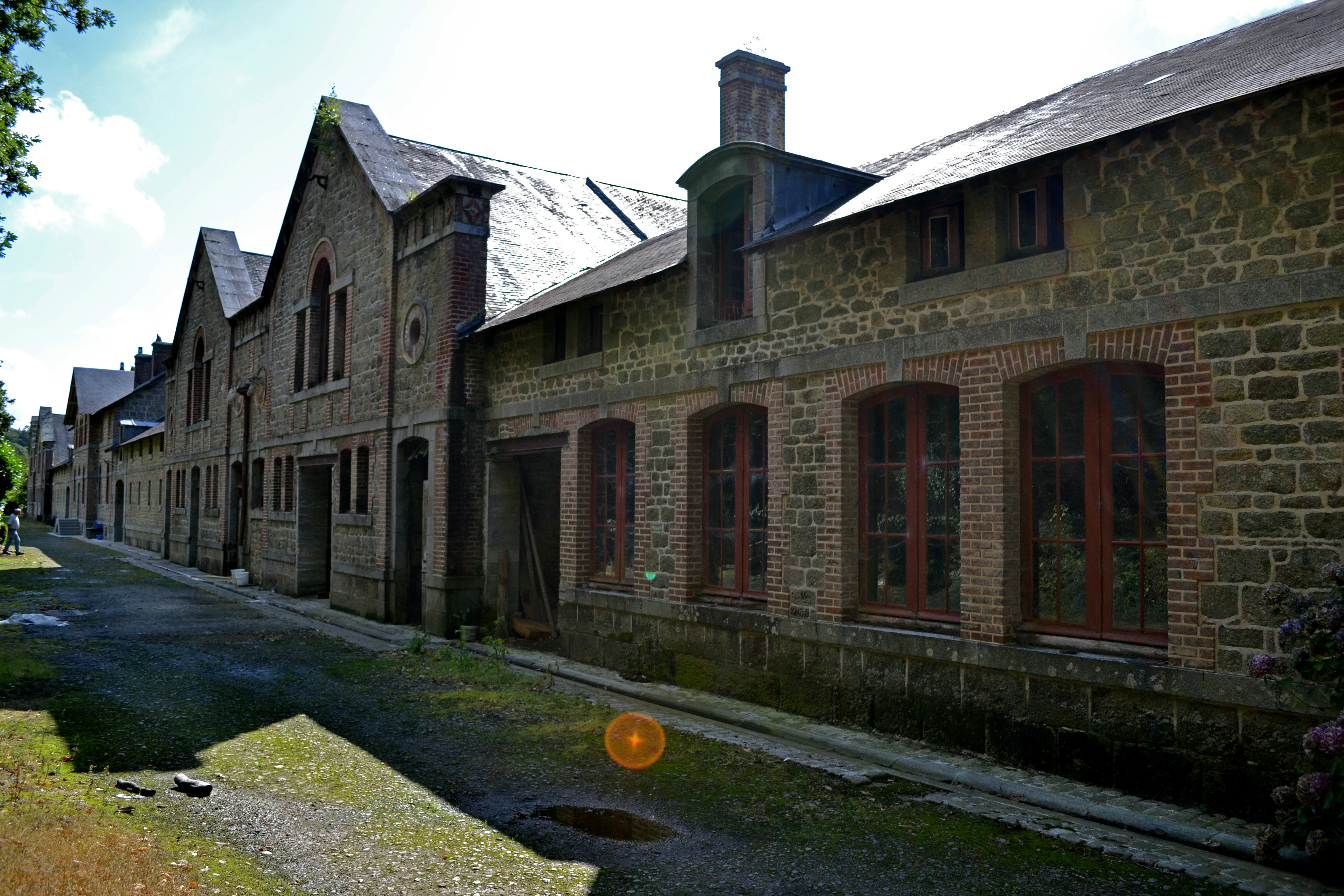
Ferme-modèle (1861-1863)

Ce château possède une bibliothèque remarquable: par exemple c'est dans ses rayons qu'a été retrouvé au début du XXe siècle le récit de la vie de Jean Conan, surnommé « Guingamp » car né dans cette ville, qui a écrit son autobiographie dans un manuscrit nommé Avanturio ar Citoien Jean Conan a Voengamb (« Aventures du citoyen Jean Conan à Guingamp ») retrouvé par hasard, relié dans une peau de vache, dans la bibliothèque du château de Lesquiffiou. Il décrit en particulier ses tribulations de soldat de l'an II, Jean Conan se qualifiant lui-même de « pauvre homme », a rédigé ce texte à la fin de sa vie alors qu'il était installé comme tisserand dans le bourg de Trédrez. Il fut successivement petit tambour dans la milice royale à l'époque de Louis XVI, pêcheur de morue au large de Terre-Neuve, calfat dans le port de Brest, soldat de la République.
L'intérêt architectural du château a été reconnu par l'État français dès 1974. Ainsi les façades et toitures du château, certains des intérieurs (salon, salle à manger, salle style Louis XV), la cour d'honneur, ainsi que le jardin à la française avec sa balustrade, le pigeonnier et la ferme-modèle sont protégés : actuellement l'ensemble fait l’objet d’une inscription au titre des monuments historiques depuis le 19 novembre 1992.